# Portret Gaspara Melchora de Jovellanosa
Portret Gaspara Melchora de Jovellanosa (hiszp. Jovellanos en el arenal de San Lorenzo) – obraz olejny hiszpańskiego malarza Francisca Goi (1746–1828). Portret w stylu angielskim przedstawia Gaspara Melchora de Jovellanosa, hiszpańskiego męża stanu i człowieka oświecenia.

## Okoliczności powstania
Na początku lat 80. XVIII w. Goya powoli otwierał swoją drogę do kariery w środowisku madryckiej arystokracji. Zawarł znajomość z Jovellanosem, oświeceniowym politykiem i literatem o ugruntowanej pozycji na królewskim dworze. Zamówiony u Goi portret jest dowodem przyjaźni i wsparcia Jovellanosa dla malarza u progu kariery. Obraz odnosi się do dwóch istotnych wydarzeń w karierze polityka. W 1780 objął nowe stanowisko jako członek Consejo de Órdenes Militares (Rady Zakonów Wojskowych); do tego wydarzenia nawiązuje Order Zakonu Alcántara na jego piersi. W 1782, po 15 latach nieobecności, wrócił do rodzinnego miasta Gijón, aby wyznaczyć drogę między tą miejscowością i Oviedo oraz rozpocząć jej budowę. Goya przedstawił go na tle wybrzeża w Gijón (miasto znał jedynie z opisu Jovellanosa). W głębi obrazu na morzu widoczne są statki, co jest odniesieniem do planów rozwoju ruchu morskiego i handlowego, które polityk chciał połączyć z otwarciem drogi. 
W 1798 Goya namalował drugi portret Jovellanosa jako ministra w melancholijnym zamyśleniu.

## Opis obrazu
Jovellanos został przedstawiony w całej postaci, na tle morskiego krajobrazu Asturii, z której pochodził. W tle widoczne są statki – dwa niedaleko wybrzeża i dwa na linii horyzontu. Opiera się na lasce trzymanej w prawej ręce, w lewej trzyma trikorn. Spogląda przed siebie, a jego twarz jest pogodna. Ma na sobie zielonawy kaftan i spodnie, jasną kamizelkę, koszulę z żabotem i koronkowymi mankietami, białe pończochy i czarne buty ze srebrnymi klamerkami. Na piersi widać Order Zakonu Alcántara, dominujące odcienie zieleni nawiązują do barw zakonu.

## Inspiracje
Lekko niestabilna, swobodna postawa modela ze skrzyżowanymi nogami była nowością w malarstwie hiszpańskim, pojawiała się natomiast na włoskich i brytyjskich portretach z drugiej połowy XVIII wieku. Możliwe, że Goya czerpał tu z doświadczenia zdobytego we Włoszech, wzorując się na Pompeo Batonim, portreciście brytyjskich arystokratów odbywających Grand Tour we Włoszech. Goya znał liczne brytyjskie portrety z popularnych sztychów. Źródłem inspiracji mogła być mezzotinta na podstawie portretu Augustusa Herveya, 3. hrabiego Bristolu (również na tle morskiego wybrzeża) autorstwa angielskiego malarza Thomasa Gainsborough. Krytyk Gil Fillol wskazał na znaczne podobieństwo i możliwą inspirację portretem Johna Mustersa, pędzla Joshuy Reynoldsa. Pomimo toczonej z Wielką Brytanią wojny (1779–1783) hiszpańscy ludzie oświecenia podziwiali brytyjski system polityczno-ekonomiczny, dlatego możliwe, że malarz i jego model świadomie nawiązali do brytyjskiej tradycji portretu.
Widoczna jest także inspiracja klasycznymi wzorcami takimi, jak rzeźby: Odpoczywający satyr Praksytelesa, Sylen z małym Dionizosem i Herakles Farnezyjski Lizypa. Goya dokładnie przestudiował tę ostatnią w Rzymie w 1771.

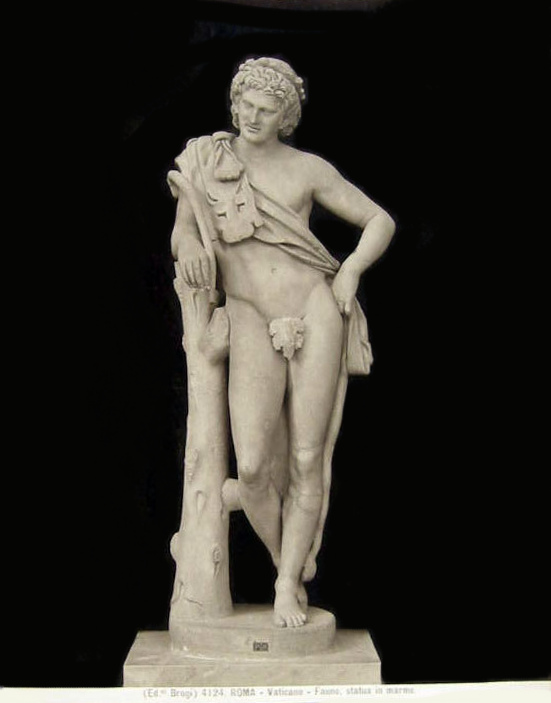
Odpoczywający satyr Praksytelesa
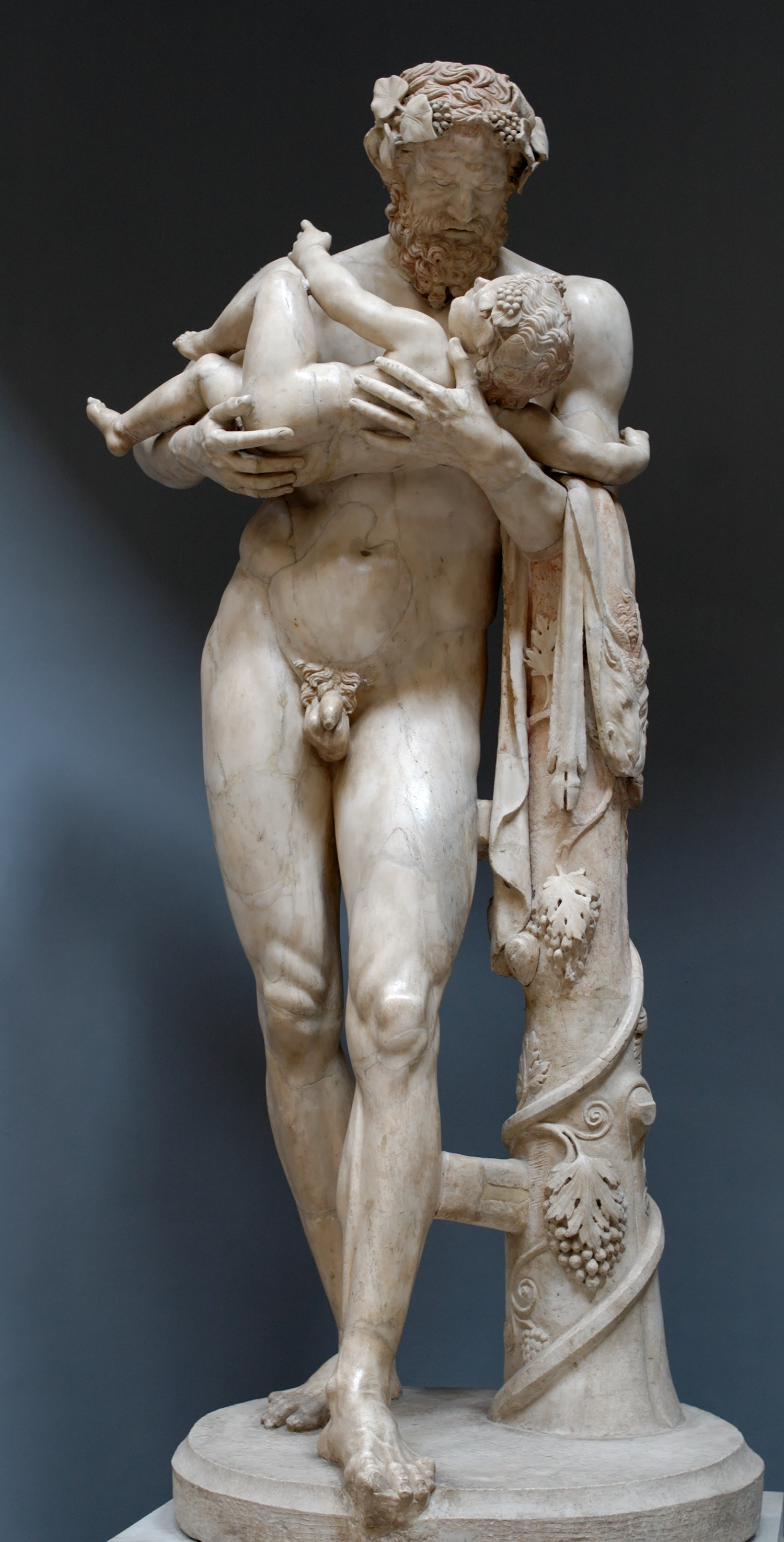
Sylen z małym Dionizosem Lizypa
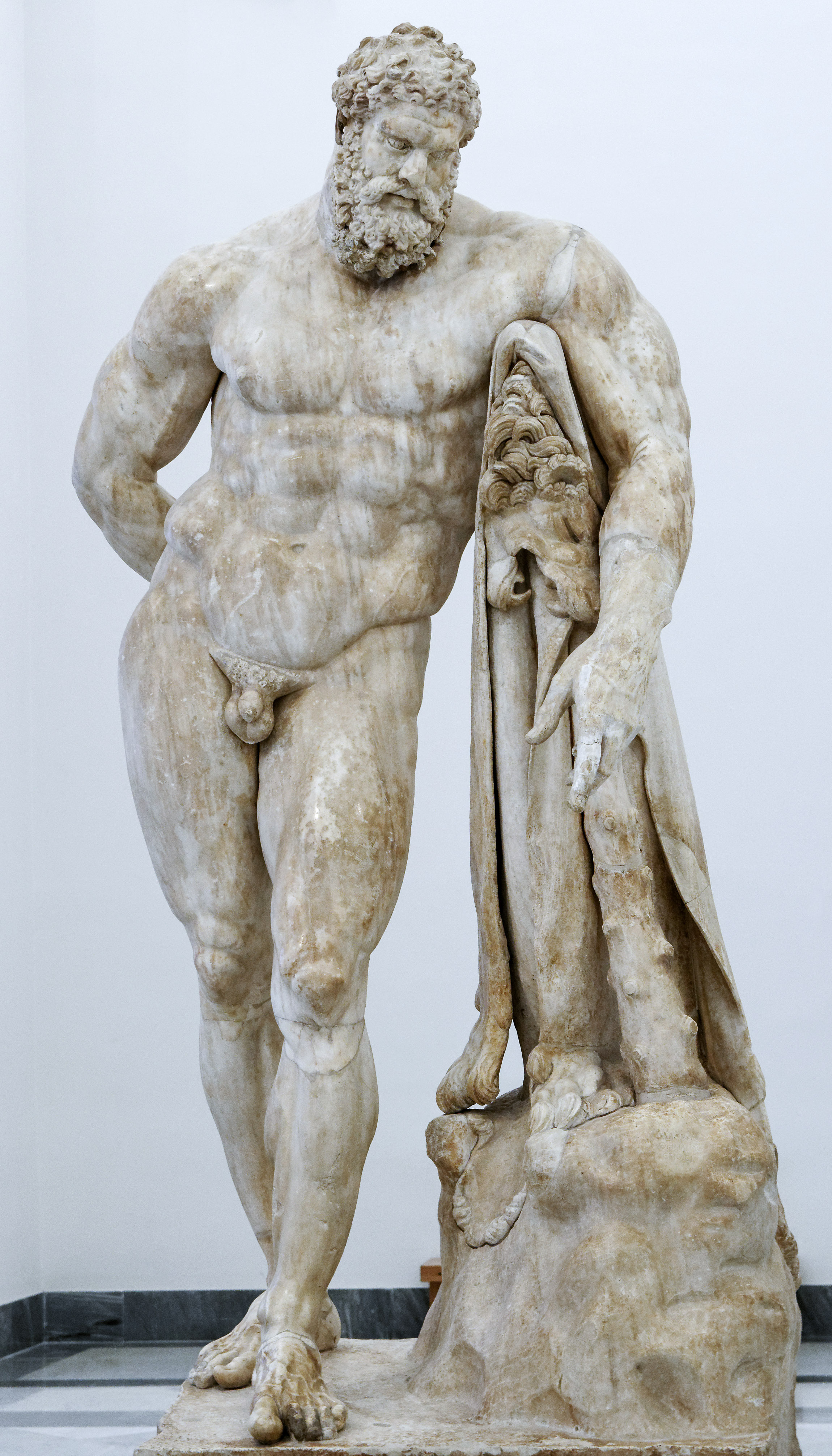
Herakles Farnezyjski Lizypa
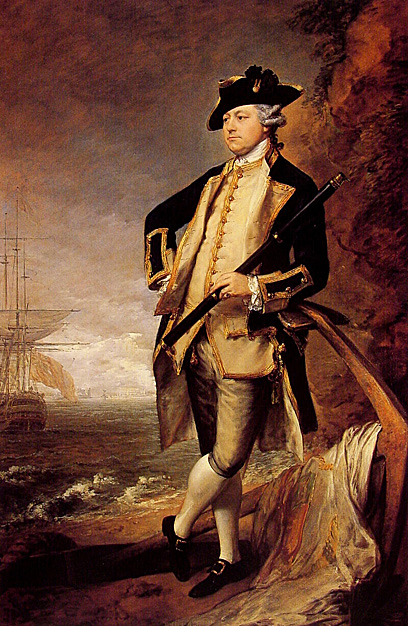
Augustus Hervey, 3. earl Bristolu Thomasa Gainsborough
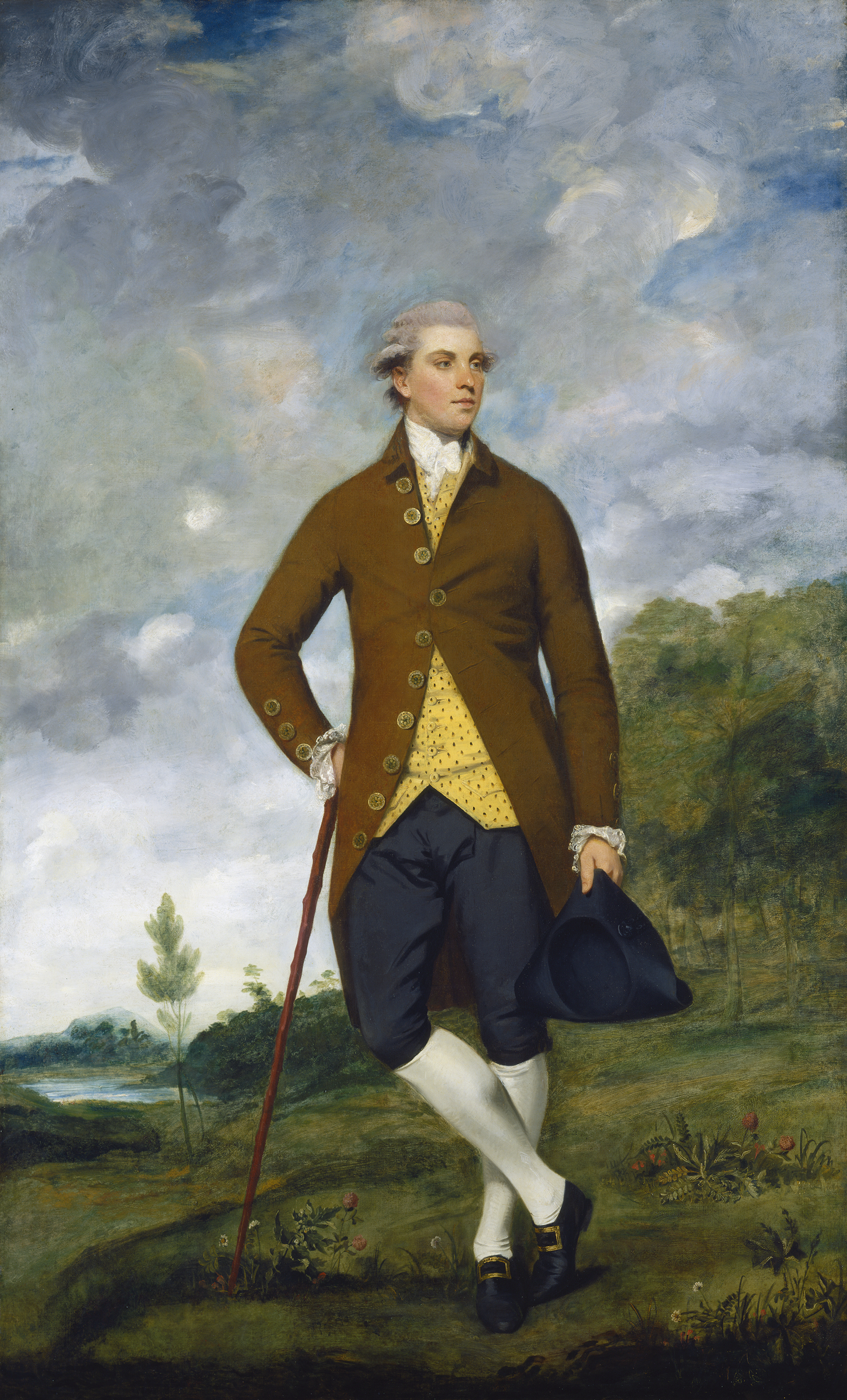
Portret Johna Mustersa Joshuy Reynoldsa

## Radiografia i datowanie
Radiografia i reflektografia w podczerwieni obrazu wykazały, że płótno użyte do tego portretu było już wcześniej wykorzystane. Znajdował się na nim namalowany również przez Goyę całopostaciowy portret młodej arystokratki. Badania przeprowadzone w Muzeum Sztuk Pięknych w Asturii pod kierunkiem Clary González-Fanjul pozwoliły zidentyfikować modelkę jako Marię Teresę de Vallabriga, żonę infanta Ludwika Antoniego Burbona, mecenasa Goi.
Ta identyfikacja wzbudziła wątpliwości ze względu na dotychczasową datację obrazu, niepokrywającą się z okresem, w którym Goya pracował dla infantów. Z korespondencji malarza z Martínem Zapaterem wiadomo, że Goya odwiedził infanta Ludwika Antoniego latem 1783 i w 1784, malując liczne obrazy jego rodziny. Javier González Santos, historyk sztuki i biograf Jovellanosa, uważa identyfikację modelki jako Marii Teresy za błędną. Według jego analizy portret polityka powstał w latach 1780–1782, zanim Goya poznał infantkę. González Santos sugeruje, że portret może przedstawiać kilkakrotnie portretowaną przez Goyę księżną de Benavente. Jego zdanie podziela także konserwatorka sztuki i znawczyni Goi z Muzeum Prado, Gudrum Maurer. Zachowała się również miniatura na kości słoniowej z 1783 będąca repliką portretu, co wskazuje, że portret powstał najpóźniej w tym roku.
Jeżeli identyfikacja Muzeum Sztuk Pięknych w Asturii jest trafna, portret Jovellanosa musiałby powstać najwcześniej w latach 1783–1784, po tym, jak Goya poznał infantów. Ponowne wykorzystanie płótna było możliwe najwcześniej po sześciu miesiącach. Modelka ma na sobie mantylę, nakrycie głowy ozdobione różami i suknię w stylu angielskim, która pojawiła się w hiszpańskiej modzie w 1782 i przeminęła w 1785.
José Gudiol uważa, że portret mógł powstać ok. 1784, jako dowód wdzięczności Goi dla Jovellanosa. W tym roku dzięki rekomendacji polityka Goya malował obrazy do kaplicy Colegio de Calatrava w Salamance. Jednak ze względu na podobieństwo do serii późniejszych portretów Gudiol nie wyklucza, że obraz powstał po 1784.
Xavier Bray sugeruje, że portret Jovellanosa mógł powstać w 1785 z okazji mianowania go dyrektorem Królewskiego Madryckiego Towarzystwa Ekonomicznego Przyjaciół Kraju – oświeceniowej instytucji filantropijnej utworzonej przez Karola III.

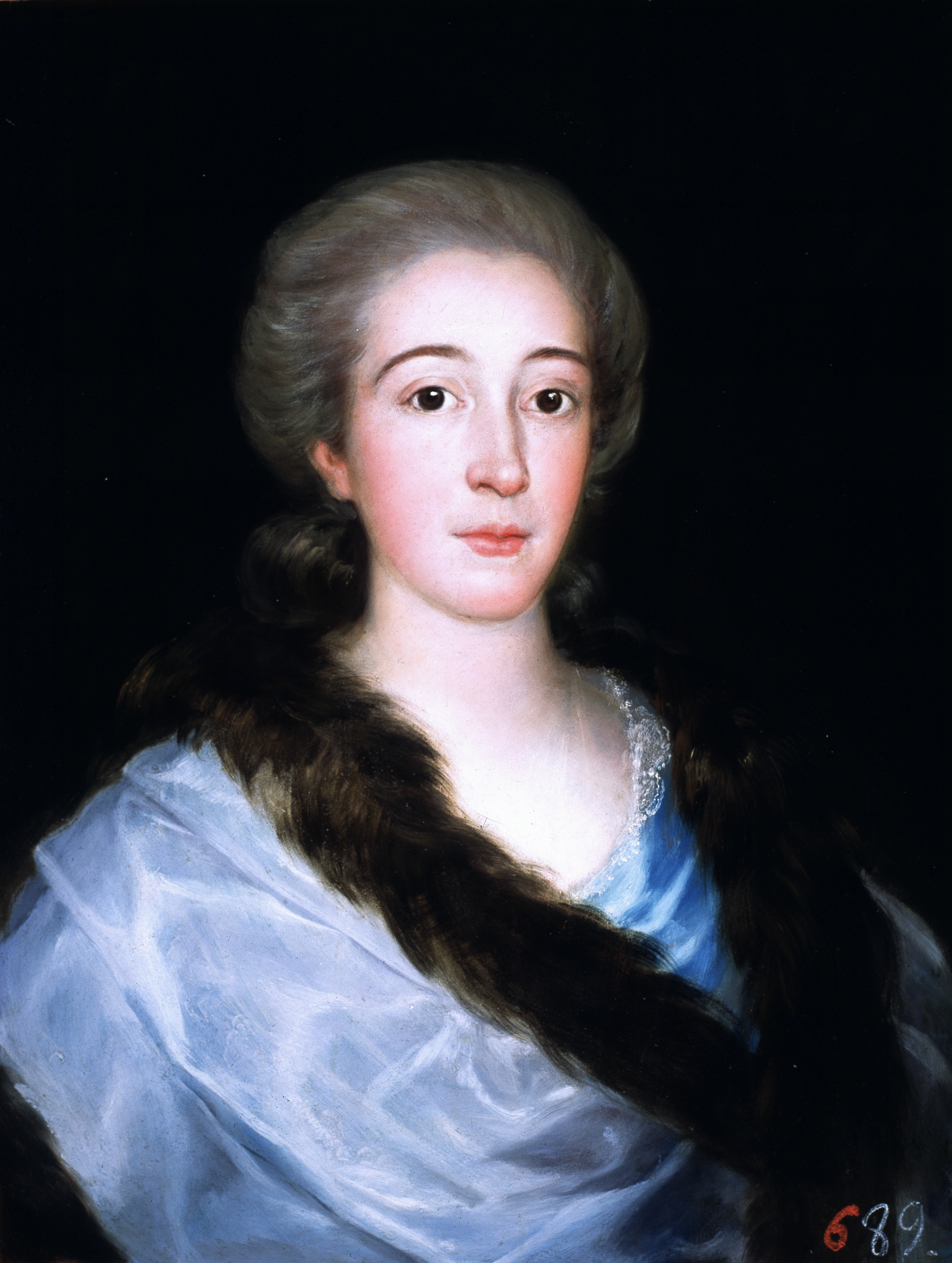
Portret Marii Teresy de Vallabriga Goya, 1783
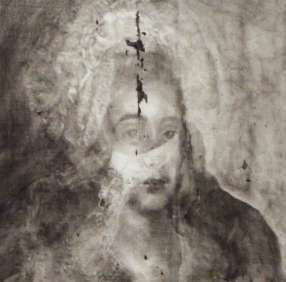
Radiografia portretu Jovellanosa (fragment)
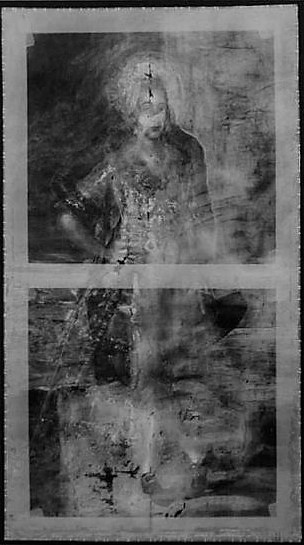
Radiografia portretu Jovellanosa
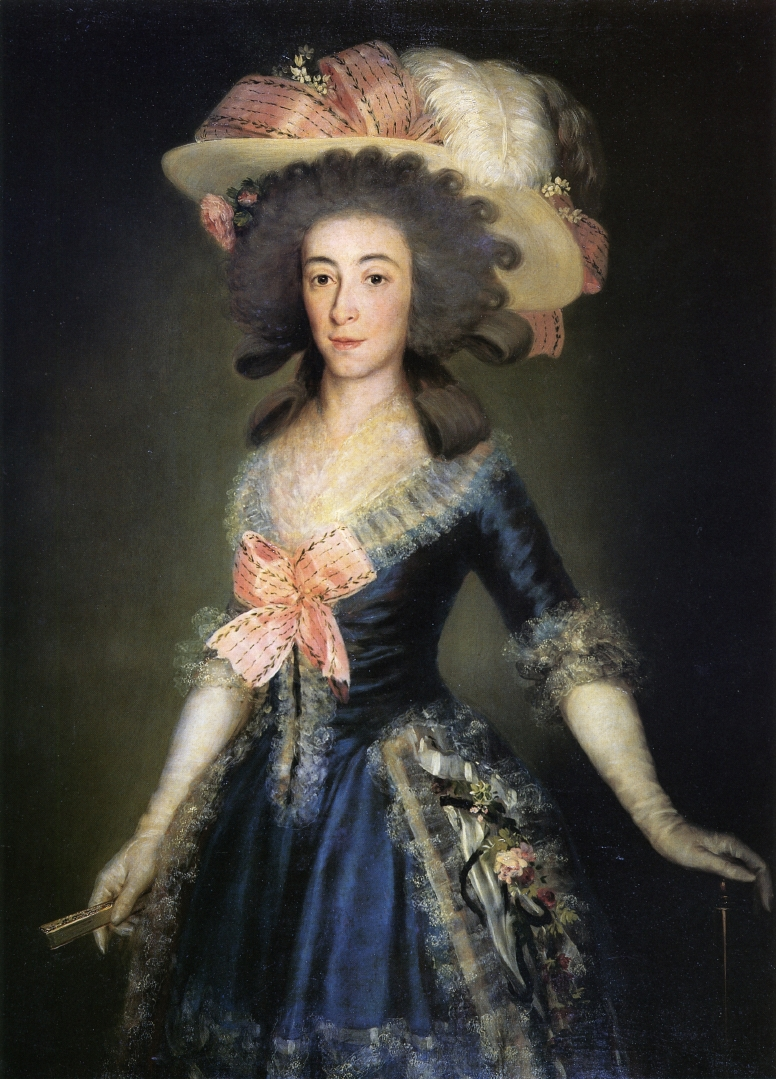
Portret księżnej Benavente Goya, 1785

## Proweniencja
Obraz znajdował się w domu rodzinnym Jovellanosa w Gijón w latach 1800–1946. Następnie trafił do kolekcji Valls Taberner (Barcelona). W kwietniu 2000 został włączony do kolekcji Narodowego Muzeum Rzeźby w Valladolid i zdeponowany w Muzeum Sztuk Pięknych w Asturii, gdzie jest eksponowany. Istnieje kilka kopii, wersji miniaturowych i rycin wykonanych na podstawie tego portretu, m.in. miniatura na kości słoniowej Juana Nepomucena Cónsula y Requejo, w kolekcji prywatnej.